# USS Batfish (SS-310)
USS Batfish (SS/AGSS-310) là một tàu ngầm lớp Balao của Hải quân Hoa Kỳ, và là con tàu đầu tiên được đặt theo tên của loài cá thuộc họ Cá dơi. Batfish nổi tiếng với chiến tích đánh chìm ba tàu ngầm của Hải quân Đế quốc Nhật Bản vòng 76 giờ vào tháng 2 năm 1945 trong Chiến tranh Thế giới thứ hai. Con tàu tiếp tục phục vụ sau chiến tranh trong một thời gian ngắn trước khi được hoán cải thành một tàu ngầm huấn luyện ở New Orleans. Sau hơn 26 năm phục vụ, Batfish được cho ngừng hoạt động và xóa tên khỏi Danh sách Đăng bạ Hải quân vào năm 1969. Với sự giúp đỡ của các nhóm cựu chiến binh, Batfish được đưa về làm tàu bảo tàng ở Muskogee, Oklahoma, và đón nhiều du khách đến thăm mỗi năm.

## Thiết kế và chế tạo
Lớp Balao được người Mỹ có nhiều điểm tương đồng thiết kế của lớp Gato trước đó. Cải tiến nổi bật nhất của lớp Balao là việc sử dụng thép cường độ cao HTS, có độ dày và độ đàn hồi cao hơn hẳn so với loại thép được dùng làm vỏ tàu của các tàu ngầm lớp Gato, để làm vỏ tàu của các tàu ngầm lớp Balao. Chính nhờ điều này mà các tàu ngầm lớp Balao có thể lặn xuống độ sâu tối đa khoảng 200 mét, sâu hơn khoảng 30 mét so với độ sâu tối đa mà những tàu ngầm lớp Gato có thể lặn xuống, nhưng được hạ xuống còn 120 mét để đảm bảo sự an toàn của thủy thủ đoàn.
Hình dáng bên ngoài của lớp Balao cũng được thay đổi đáng kể. Hệ thống đảo thượng tầng và cột kính tiềm vọng đã được tối giản để giảm khả năng tàu bị phát hiện khi nổi trên mặt nước. Toàn bộ mái che đã được tháo bỏ khỏi đảo thượng tầng của các tàu ngầm lớp Balao để giảm độ nặng của tàu, và có thể lắp đặt thêm các khẩu pháo phòng không và mở rộng hệ thống radar và ăng ten phụ.
Batfish có chiều dài tổng thể là 95 mét, và có mức choán nước là 1.526 tấn Anh (1.550 tấn) khi nổi và 2.040 tấn Anh (2.070 tấn) khi lặn. Con tàu sử dụng bốn động cơ diesel chín xi lanh có piston đối đỉnh Fairbanks-Morse 38D8-1⁄8, kết hợp với bốn động cơ điện Ellitott, và hai ắc quy Sargo 126 cell. Hệ thống kết hợp này có ưu điểm lớn là các động cơ có thể tự hoạt động một cách độc lập với nhau trong bất kỳ tình huống nào, bao gồm trường hợp dùng chúng làm động cơ dẫn động máy phát điện và động cơ dẫn động trục chân vịt. Động cơ đầy của tàu có thể tạo ra mức công suất tối đa là 5.400 shp khi nổi, 2.740 shp khi lặn, đồng thời giúp con tàu đạt được tốc độ di chuyển tối đa là 20,25 knot khi nổi và 8,75 knot khi lặn. Batfish có tầm hoạt động là 11.000 hải lý khi nổi ở vận tốc 10 knot/giờ và có thể tác chiến tuần tra liên tục trong vòng 75 ngày.
Batfish được lắp đặt 10 ống phóng ngư lôi 21-inch (sáu ống ở mũi tàu và bốn ống ở đuôi tàu) và mang tổng cộng 24 quả ngư lôi Mark 14 (được thay thế bằng ngư lôi điện Mark 18). Con tàu được lắp đặt hệ thống điện tử TDC (Torpedo Data Computer), có thể xử lý dữ liệu thu được từ kính tiềm vọng hoặc sonar của tàu và cho ra những thông số chính xác về khoảng cách tới các mục tiêu, góc bắn và tốc độ di chuyển của tàu đối phương. Ban đầu, Batfish được trang bị một khẩu hải pháo 4-inch (102 mm)/50 caliber ở phía sau đảo thượng tầng, hai pháo Oerlikon 20 mm ở phía trước và sau của đài chỉ huy, và hai khẩu súng máy hạng nặng M3 Browning không cố định (khi cần sẽ mang lên boong tàu sử dụng). Đến cuối cuộc chiến, con tàu được lắp đặt pháo 5-inch/25 caliber hiện đại hơn, và pháo Oerlikon dần được thay thế bởi pháo phòng không Bofors 40 mm. Cảm biến điện tử của tàu bao gồm hệ thống Sonar QC, radar dò tìm mặt biển SJ, radar cảnh giới bầu trời SD (sau được thay thế bởi radar SV), và kính tiềm vọng của tàu được tích hợp radar đo khoảng cách ST.

## Lịch sử hoạt động

Lễ hạ thủy tàu ngầm USS Batfish (SS-310) ở Xưởng Hải quân Portsmouth, ngày 5 tháng 5 năm 1943.

Ban đầu, SS-310 được đặt tên là Acoupa, nhưng sau đó được đổi thành Batfish vào ngày 24 tháng 9 năm 1942, ba ngày trước khi con tàu chính thức được đặt lườn. Batfish được đóng tại Xưởng Hải quân Portsmouth ở Kittery, Maine và hạ thủy ngày 5 tháng 5 năm 1943. Con tàu được đỡ đầu bởi Bà Nellie W. Fortier và nhập biên chế vào ngày 21 tháng 8 năm 1943, dưới sự chỉ huy của Thiếu tá Wayne R. Merrill.

### Chiến tranh Thế giới thứ hai
Sau khi được đưa vào hoạt động, thủy thủ đoàn của Batfish bắt đầu trải qua một loạt bài tập huấn luyện về quy trình vận hành tàu ngầm khi lặn/nổi, cách tấn công, ẩn mình và kiểm soát thiệt hại, cũng như các đợt nâng cấp nhỏ lẻ khác. Batfish rời Portsmouth vào giữa tháng 9 năm 1943, và dừng chân ở Newport trong một thời gian ngắn để tiến hành thực hiện các bài tập về các sử dụng ngư lôi, sau đó di chuyển đến New London, Connecticut vào ngày 26 tháng 9 năm 1943. Sau một đợt bảo trì nhỏ, con tàu rời New London vào ngày 15 tháng 10 năm 1943 và gia nhập Hạm đội Thái Bình Dương Hoa Kỳ ở Trân Châu Cảng vào ngày 19 tháng 11. Tại đây, Batfish được biên chế vào Hải đội 201, Hải đoàn Tàu ngầm 20.

#### Chuyến tuần tra đầu tiên, Tháng 12 năm 1943 - Tháng 1 năm 1944
Sau khi hoàn thành các buổi huấn luyện tăng cường, Batfish rời Trân Châu Cảng vào ngày 11 tháng 12 và bắt đầu chuyến tuần tra đầu tiên của tàu ở vùng biển phía nam Honshu. Sau khi tiếp nhiên liệu ở Midway, con tàu bắt đầu tiến vào vị trí để thực hiện nhiệm vụ, vào ngày 28 tháng 12.

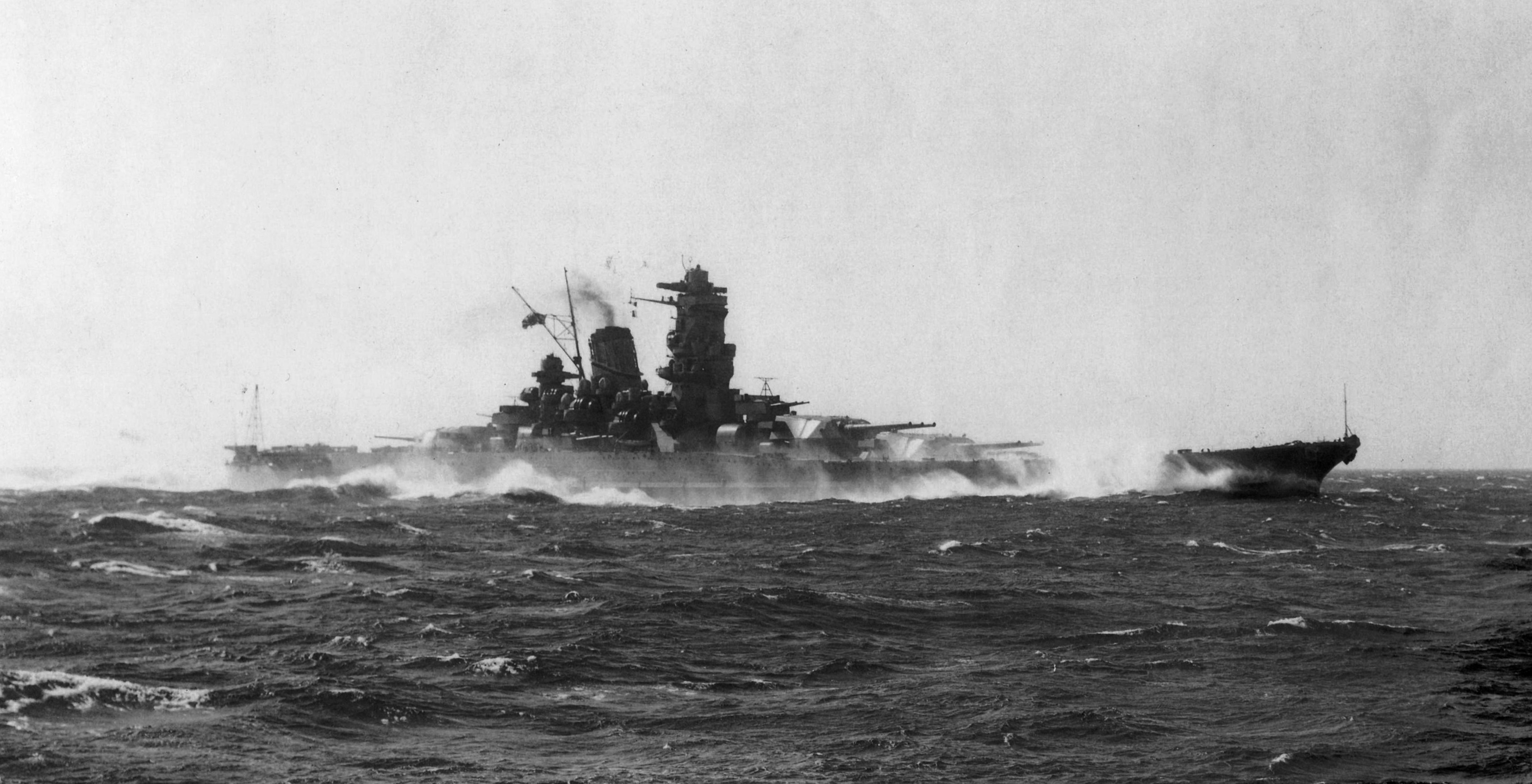
Thiết giáp hạm Yamato, một trong hai thiết giáp hạm lớn nhất thế giới được người Mỹ biết đến lúc đó, là một trong ba mục tiêu được Batfish phát hiện trong đêm ngày 14 tháng 1 năm 1944.

Ngày 14 tháng 1 năm 1944, khi đang tiến hành sạc ắc quy cho tàu trong một cơn mưa ở phía nam Quần đảo Izu, radar của Batfish bỗng nhiên bắt được tín hiệu của ba mục tiêu, trong đó có một mục tiêu rất lớn. Sau khi gửi thông tin về trụ sở Văn phòng Tình báo Hải quân, Batfish nổ máy và tiến sát về phía mục tiêu lớn kia. Batfish sau đó được thông tin rằng mục tiêu mà họ bắt được trên radar là thiết giáp hạm Yamato - một trong hai thiết giáp hạm lớn nhất thế giới được biết đến tại thời điểm đó, được hộ tống bởi hai khu trục hạm Fujinami và Asagumo. Dù hai chiếc khu trục hạm bị Yamato bỏ lại phía sau rất xa do thời tiết rất xấu, nhưng thuyền trưởng của Batfish, Thiếu tá Wayne R. Merrill, lại cho rằng việc thu hẹp khoảng cách với thiết giáp hạm đối phương để tấn công sẽ rất nguy hiểm. Theo Merrill, ông lo ngại sẽ bị hải pháo của Yamato bắn trả, dù điều kiện thời tiết tại thời điểm đó là rất xấu (trời tối, mưa to và sóng lớn) đối với một thiết giáp hạm để có thể tấn công tàu chiến đối phương. Bất chấp mệnh lệnh phục kích tiêu diệt Yamato từ Bộ Chỉ huy, sự phản đối và lời giải thích của Thiếu tá Peter G. Molteni - thuyền phó của Batfish, Merrill đã ra lệnh từ bỏ việc bám đuôi Yamato sau khi họ đã thu hẹp khoảng cách còn khoảng năm kilômét.
Sau buổi trưa ngày 19 tháng 1, Batfish phát hiện một đoàn vận tải gồm bốn tàu ở phía đường chân trời, và khi màn đêm buông xuống, Batfish bắt đầu nổi lên và áp sát đoàn vận tải đó. Con tàu phóng tổng cộng sáu quả ngư lôi về phía hai con tàu chở hàng, bắn chìm một chiếc và làm hư hại nặng chiếc thứ hai. Thay vì truy đuổi hai con tàu còn lại đang trốn thoát, Batfish đã ở lại để tiêu diệt nốt con tàu chở hàng thứ hai. Tuy nhiên, sau khi Hải quân Hoa Kỳ đối chiếu báo cáo thiệt hại của Nhật Bản sau chiến tranh, Batfish chỉ được ghi nhận bắn chìm tàu chở quân Hidaka Maru có tải trọng 5.486 tấn. Ngày 24 tháng 1, Batfish kết thúc chuyến tuần tra đầu tiên của mình và quay trở về Midway vào ngày 30 cùng tháng.

#### Chuyến tuần tra thứ hai và ba, Tháng 2 - Tháng 7 năm 1944

Cận cảnh đảo thượng tầng của Batfish khi con tàu đang neo đậu ở Trân Châu Cảng, khoảng năm 1944.

Ngày 22 tháng 2, Batfish rời Midway và bắt đầu chuyến tuần tra thứ hai ở khu vực cũ là vùng biển phía nam Honshu. Tuy nhiên, diễn biến thời tiết trong khu vực ngày một xấu đi, biển động mạnh cùng gió lớn đã khiến toàn bộ tàu chiến và tàu hàng của Nhật Bản không thể ra khơi, nên Batfish không thể tấn công. Sau 53 ngày tuần tra không thu được kết quả gì, Batfish quay trở về Trân Châu Cảng vào ngày 15 tháng 4, kết thúc chuyến tuần tra thứ hai của tàu.
Sau một thời gian bảo dưỡng tàu, Batfish khởi hành đến Midway vào ngày 10 tháng 5 để chuẩn bị cho chuyến tuần tra thứ ba. Đại úy James M. Hingson, thuyền phó mới của Batfish, nhận định rằng Merrill không thích hợp để chỉ huy một con tàu ngầm do tâm lý bất ổn của ông, nên đã báo cáo việc này lên Bộ chỉ huy Lực lượng Tàu ngầm Thái Bình Dương khi Batfish cập bến Midway vào ngày 14. Một ngày sau, Thiếu tá Merrill bị bãi chức thuyền trưởng của Batfish và được thay thế bởi Trung tá John K. "Jack" Fyfe. Merrill sau đó được trao thưởng Huân chương Sao Bạc vì thành tích trong đợt tuần tra đầu tiên nhưng không bao giờ được bổ nhiệm chức vụ chỉ huy nào nữa.
Ngày 26 tháng 5, Batfish rời Midway và bắt đầu chuyến tuần tra thứ ba ở vùng biển phía nam Kyushu, Shikoku, và Honshu. Ngày 10 tháng 6, con tàu báo cáo đã tấn công và bắn chìm một tàu chở hàng được dùng làm tàu huấn luyện của Nhật Bản, nhưng báo cáo hậu chiến không thể xác định được tên của con tàu này. Ngày 18 tháng 6, Batfish phát hiện ra một tàu tuần tra ven bờ đang hộ tống một tàu chở dầu ra khỏi Honshu, và ghi nhận bắn chìm chiếc tàu chở dầu. Bốn ngày sau, Batfish phát hiện ra một hạm đội vận tải lớn đang tiến vào vùng biển Nhật Bản. Ba quả ngư lôi đầu tiên bắn trượt, nhưng bốn quả tiếp theo đã bắn chìm tàu chở hàng Nagaragawa Maru. Tàu tuần tra sau đó nhanh chóng áp sát Batfish và thả mìn chống ngầm nhằm tiêu diệt chiếc tàu ngầm. Sau hơn tám giờ truy quét với hơn 50 quả bom chìm, nhóm tàu tuần tra rời đi và Batfish nổi lên để kiểm tra thiệt hại. Dù không gây hư hại đáng kể cho con tàu, nhưng trục quay và chân vịt của Batfish đã bị cong một phần do áp lực của vụ nổ. Batfish tiếp tục tuần tra như thường lệ và phát hiện ra một hạm đội nữa vào ngày 28 tháng 6, nhưng không thể tấn công do bị máy bay Nhật tấn công và phải lặn khẩn cấp để tránh ngư lôi được phóng từ các nhóm khu trục hạm làm nhiệm vụ hộ tống. Ngày 29 tháng 6, Batfish phóng ba quả ngư lôi về phía một tàu chở hàng Nhật, nhưng đều trượt và nhóm tàu vận tải trốn thoát bình an vô sự.
Ngày 2 tháng 7, Batfish rời khu vực tuần tra và quay trở về Midway. Trên đường đi, hoa tiêu của tàu phát hiện ra hai tàu pháo cỡ nhỏ của Nhật Bản. Thiếu tá Fyfe quyết định cho tàu tấn công bằng pháo hạm của họ. Sau một trận kịch chiến, Batfish ghi nhận bắn chìm tàu pháo Kamoi Maru và Isuzugawa Maru số 5 và một thủy thủ của Batfish bị thương do bị trúng đạn vào đầu gối. Batfish cập bến Midway vào ngày 7 tháng 7, kết thúc chuyến tuần tra thứ ba kéo dài 43 ngày.

#### Chuyến tuần tra thứ bốn và năm, Tháng 8 - Tháng 12 năm 1944

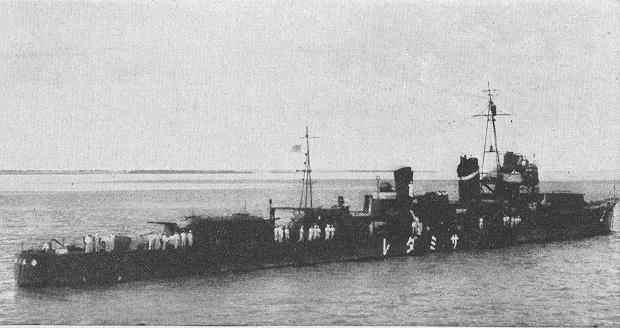
Khu trục hạm Samidare.

Sau 16 ngày bảo trì và nâng cấp, cùng với khóa huấn luyện sử dụng loại ngư lôi Mark 18 đời mới, Batfish rời Midway vào ngày 1 tháng 8 để bắt đầu chuyến tuần tra thứ tư ở vùng biển Quần đảo Palau. Ngày 23 tháng 8, Batfish báo cáo bắn chìm một khu trục hạm của Nhật Bản ở tọa độ 08°09' Bắc, 134°38' Đông, nhưng báo cáo sau này chỉ ra rằng đó là tàu quét mìn W22. Ngày 26 tháng 8, Batfish phát hiện ra khu trục hạm Samidare đang bị mắc cạn trên Rạn san hô Velasco, ở phía tây nam của Đảo Galarugul. Samidare bị mắc cạn vào ngày 17 tháng 8 khi quay trở về Palau với tuần dương hạm Kinu và khu trục hạm Uranami. Batfish phóng hai quả ngư lôi về phía Samidare, một quả bắn trúng giữa thân tàu khiến con tàu gãy đôi và phần đuôi tàu chìm ngay tức khắc. Phần mũi tàu của Samidare sau đó bị quân đồn trú Nhật Bản phá hủy bằng thuốc nổ. Batfish được lệnh rời Velasco và tiến về Peleliu để làm nhiệm vụ cảnh giới cho các phi vụ ném bom của máy bay Mỹ từ ngày 27 tới ngày 29 tháng 8 năm 1944. Sau đó Batfish quay trở lại Rạn san hô Velasco để tuần tra một lần cuối cùng trước khi rời khu vực vào ngày 3 tháng 9 để tiến về Fremantle, Úc, nơi con tàu kết thúc chuyến tuần tra thứ tư kéo dài 43 ngày.
Ngày 8 tháng 10, Batfish tiến hành chuyến tuần tra thứ năm và khởi hành về Biển Đông, nhưng bất ngờ gặp sự cố khi kính tiềm vọng của tàu bất ngờ bị kẹt ở tư thế nâng. Con tàu sau đó phải quay về Darwin để sửa chữa khẩn cấp trước khi quay trở lại nhiệm vụ vào ngày 17 tháng 10. Hai ngày sau, Batfish bắt gặp một tàu chở dầu Nhật Bản được hộ tống bởi hai tàu cỡ nhỏ khác, nhưng tấn công thất bại do phần lớn số ngư lôi đều chạy tạt qua bên dưới mục tiêu. Do sự cố ở Úc, con tàu đã không kịp tham gia chiến dịch tái chiếm Phillippines và thay vào đó, được giao nhiệm vụ tuần tra ở Biển Sulu và khu vực từ Đảo Mindanao, Negros tới phía tây Luzon đến ngày 4 tháng 11. Từ ngày 6 tới ngày 7 tháng 11, Batfish tham gia truy đuổi và tấn công một nhóm gồm 13 tàu chiến Nhật Bản, trong đó có tuần dương hạm Kumano và Aoba; nhưng thất bại do toàn bộ số ngư lôi đều bị phóng trượt và Batfish buộc phải lặn xuống để tránh các đợt rải bom chìm của tàu hộ tống Nhật Bản. Ngày 15 tháng 11, Batfish cùng hai tàu ngầm khác là Ray và Raton, tham gia tấn công một nhóm vận tải gồm tám tàu. Con tàu ghi nhận bắn chìm một tàu vận tải và một tàu hộ tống, nhưng không được xác nhận chính xác sau chiến tranh. Batfish sau đó quay về Trân Châu Cảng về kết thúc chuyến tuần tra thứ năm vào ngày 1 tháng 12 năm 1944.

#### Chuyến tuần tra thứ sáu, Tháng 12 năm 1944 - Tháng 3 năm 1945 - Đơn vị Tuyên dương Tổng thống
Sau khi trải qua một đợt nâng cấp thiết bị, Batfish nhổ neo vào ngày 30 tháng 12 năm 1944 và hướng về Quần đảo Mariana để bắt đầu chuyến tuần tra thứ sáu. Trên đường đi, Batfish, cùng với hai tàu ngầm khác là Blackfish và Archerfish, đã phối hợp với nhau thành một nhóm tác chiến. Nhóm này cập Cảng Apra ở Guam vào ngày 9 tháng 1 năm 1945, và tiếp tục chuyến tuần tra vào ngày hôm sau tại khu vực phía đông bắc Đảo Hải Nam tại Biển Đông.
Trong khoảng thời gian này, Nhật Bản đang tổ chức một loạt các chiến dịch di tản các đơn vị không quân ở Luzon về Nhật Bản. Tuy nhiên, đến ngày 15 tháng 1 năm 1945, vẫn còn hơn 1.000 phi công và nhân viên mặt đất vẫn bị kẹt lại ở Aparri, phía bắc Luzon. Do ưu thế trên không và sự hiện hữu của tàu chiến Đồng Minh, Bộ Tư lệnh Nhật Bản quyết định dùng tàu ngầm để thực hiện các nhiệm vụ rút lui, và Phó Đô đốc Miwa Shigeyoshi, Chỉ huy trưởng Hạm đội 6, đã phát động chiến dịch di tản bằng tàu ngầm vào ngày 4 tháng 2 năm 1945. Tuy nhiên, chiến dịch này nhanh chóng bị Văn phòng Tình báo Hải quân Hoa Kỳ phát hiện từ trước.
Để đối phó với tình hình trên, nhiều đơn vị tàu ngầm của Hải quân Hoa Kỳ đã được điều động về khu vực Philippines để phục kích tàu ngầm Nhật. Tối ngày 3 tháng 2, Batfish được điều động về khu vực Quần đảo Babuyan và Calayan ở phía bắc Luzon. Vào lúc 22:50 ngày 9 tháng 2, radar SJ của Batfish phát hiện ra tín hiệu của một tàu chiến đối phương cách đó gần 11 kilômét và đang di chuyển theo hướng 310°. Đến 23:31, Batfish tiếp cận mục tiêu và bắn bốn quả ngư lôi, nhưng đều trượt và khiến tàu chiến đối phương đổi hướng rút lui. Vào 00:01 sáng ngày 10 thàng 2, Batfish khéo léo bám sát mục tiêu ở khoảng cách hơn 900 mét và hiện đang nổi trên mặt nước. Vài phút sau, Batfish phóng bốn quả ngư lôi, quả thứ hai bắn trúng mục tiêu và khiến chiếc RO-115 phát nổ. Lúc 19:51 ngày 11 tháng 2, Batfish bắt gặp được tín hiệu của một tàu ngầm Nhật RO-112 trên radar và bắt đầu tiến hành tấn công. Sau một hồi truy đuổi, lúc 22:02, Batfish bắn bốn quả ngư lôi về phía tàu ngầm đối phương. Một quả trong số đó bắn trúng mục tiêu, khiến Ro-112 gãy đôi và chìm ở tọa độ 18°53' Bắc, 121°50' Đông, với toàn bộ 61 thành viên trên tàu. Batfish nổi lên để tìm kiếm người sống sót nhưng không tìm được ai. Lúc 02:15 ngày 13 tháng 2, radar của Batfish tiếp tục phát hiện ra tàu ngầm RO-113 đang di chuyển về phía nam giữa Quần đảo Calayan và Daupin, và cách Batfish khoảng mười kilômét. Lúc 02:41, mục tiêu biến mất trên màn hình radar, nhưng xuất hiện trở lại vào lúc 03:10, lúc này cách Batfish khoảng chín kilômét. Sau một thời gian bám đuôi, lúc 04:48, ở khoảng cách 1,3 kilômét, Batfish phóng ba quả ngư lôi về phía mục tiêu. Quả ngư lôi đầu tiên trúng tàu chiến đối phương lúc 04:49, làm con tàu phát nổ và chìm với toàn bộ 59 thành viên thủy thủ đoàn ở tọa độ 19°10′ Bắc, 121°25′ Đông. RO-113 chìm nhanh đến mức hai quả ngư lôi phía sau đã chạy tạt qua trên đầu.
Batfish tiếp tục chuyến tuần tra ở khu vực Luzon đến khi quay trở về Trân Châu Cảng vào ngày 3 tháng 3 năm 1945, kết thúc chuyến tuần tra kéo dài 61 ngày. Vì thành tích bắn chìm ba tàu ngầm của Nhật Bản trong chuyến tuần tra này, Batfish được trao thưởng danh hiệu Đơn vị Tuyên dương Tổng thống và thuyền trưởng của tàu, Thiếu tá John K. Fyfe, được trao thưởng Huân chương Chữ Thập Hải quân. Trong thời gian neo đậu ở Trân Châu Cảng, Thiếu tá Walter L. Small - cựu thuyền trưởng của Flying Fish, thay thế Thiếu tá Fyfe đảm nhiệm chức vụ thuyền trưởng của Batfish.

#### Chuyến tuần tra thứ bảy, Tháng 6 - Tháng 8 năm 1945

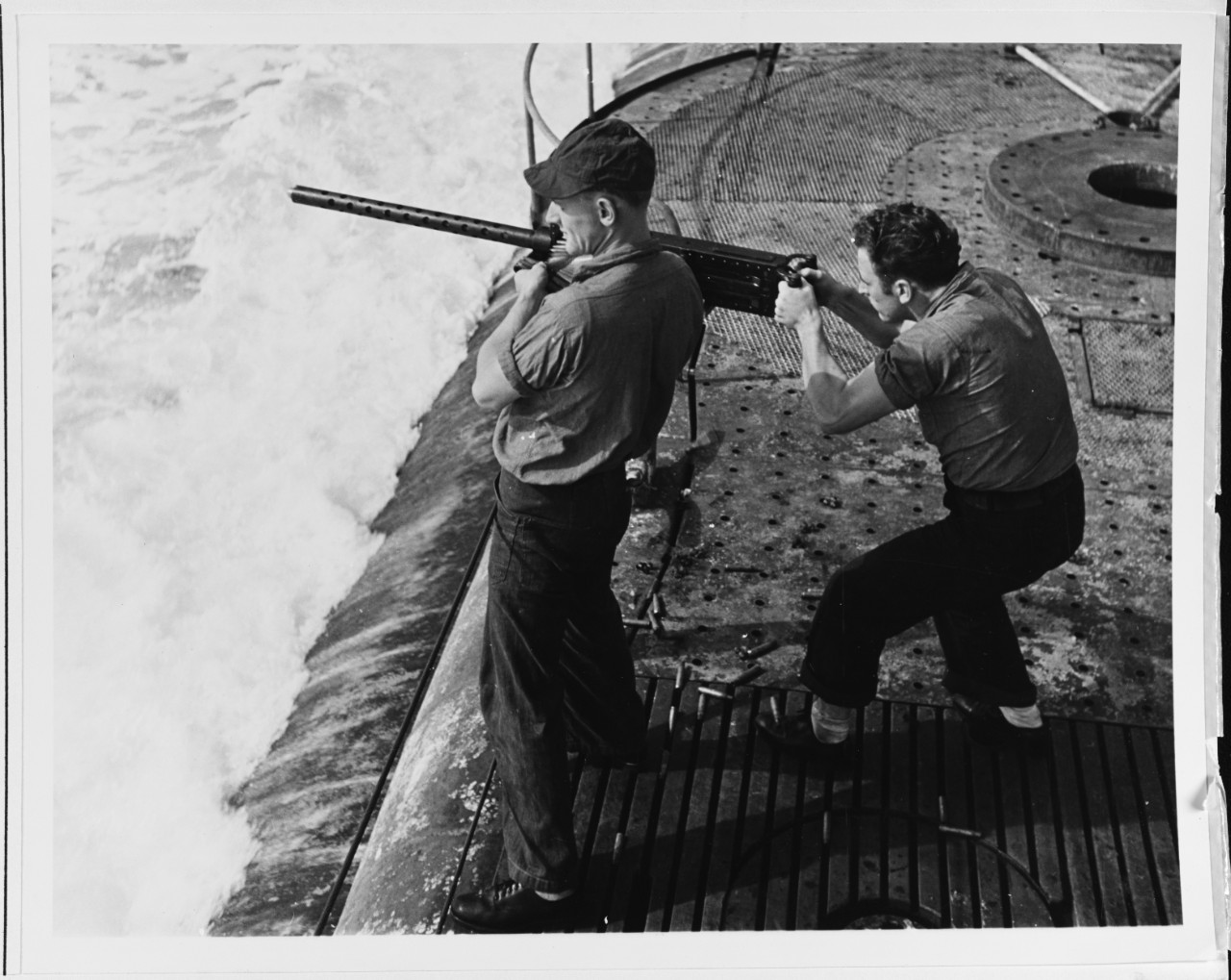
Thủy thủ đoàn của Batfish đang bắn huấn luyện súng máy M3 Browning trên boong tàu, tháng 5 năm 1945.

Ngày 26 tháng 6, Batfish bắt đầu chuyến tuần tra thứ bảy tại vùng biển Nhật Bản. Vào thời điểm này, số lượng tàu chiến Nhật Bản không còn nhiều và những tàu còn lại đang bị giữ lại trong cảng do sự thiếu hụt trầm trọng về nhiên liệu, nhân lực, sự hỏng hóc và bị cửa biển bị gài thủy lôi phong tỏa nặng nề. Batfish không tấn công bất kỳ tàu chiến đối phương nào trong chuyến tuần tra này, ngoại trừ việc pháo kích một số cơ sở trên đất liền ở Yakushima vào tối ngày 24 tháng 7. Ngày 30 tháng 7, Batfish giải cứu thành công ba thành viên phi hành đoàn của một chiếc máy bay ném bom hạng trung B-25 ở ngoài khơi Biển Nhật Bản. Batifsh sau đó đưa ba người này về Iwo Jima trước khi quay trở về tuần tra ở khu vực Honshu. Ngày 15 tháng 8, Nhật Bản đầu hàng và Batfish quay trở về Trân Châu Cảng vào ngày 26 tháng 8, kết thúc chuyến tuần tra kéo dài 58 ngày.

### Hậu chiến

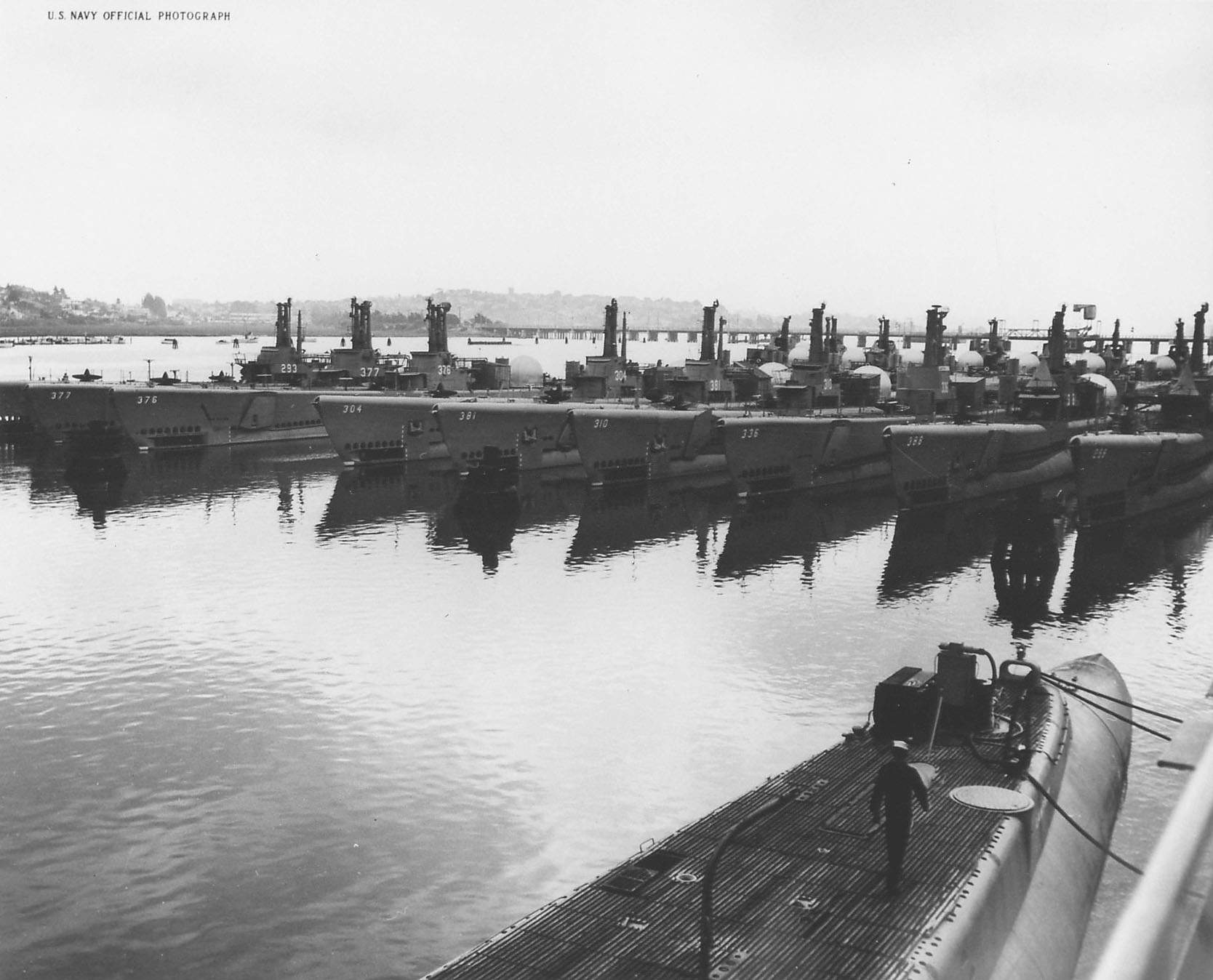
Batfish (thứ tư từ bên phải) và các tàu ngầm thuộc Hạm đội Trừ bị đang neo đậu ở Xưởng Hải quân Mare Island, 28 tháng 9 năm 1950.

Batfish rời Trân Châu Cảng và cập bến San Francisco vào ngày 9 tháng 9 năm 1945. Con tàu sau đó được đưa về Xưởng Hải quân Mare Island để hoàn thành giai đoạn đại tu cuối cùng. Batfish ngừng hoạt động vào ngày 6 tháng 4 năm 1946 và được đưa vào Hạm đội Trừ bị Đại Tây Dương với vai trò tàu ngầm huấn luyện.
Khi Chiến tranh Triều Tiên có diễn biến ngày một căng thẳng, Batfish chính thức được tái biên chế vào tháng 3 năm 1952, dưới quyền chỉ huy của Thiếu tá Robert J. Jackson. Sau sáu tuần huấn luyện, con tàu khởi hành về Key West, Florida và được biên chế vào Hải đoàn Tàu ngầm 122 của Hạm đội Đại Tây Dương Hoa Kỳ. Batfish dành phần lớn thời gian còn lại để huấn luyện ở vùng Caribe và dọc bờ biển phía đông trước khi được biên chế vào Hạm đội Trừ bị Đại Tây Dương vào tháng 8 năm 1958. Vào mùa hè năm 1959, Batfish được đưa về New Orleans với vai trò là tàu ngầm phụ trợ, có mã hiệu mới là AGSS-310.
Sau 26 năm phục vụ, Batfish được cho ngừng hoạt động và được xóa tên khỏi Danh sách Đăng bạ Hải quân vào ngày 1 tháng 11 năm 1969. Con tàu sau đó được kéo về Cơ sở Bảo trì Tàu Ngừng hoạt động Hải quân (NISMF) ở Orange, Texas để chờ được tháo dỡ.

## Tàu bảo tàng

### Nhận lại tàu
Trong năm 1969, ấn tượng với tàu bảo tàng USS Drum ở Mobile, Alabama, lúc đó đang đón hơn 300.000 du khách tới thăm mỗi năm, Hội Cựu chiến binh Tàu ngầm ở Thành phố Oklahoma và Tulsa đã liên lạc tới Hải quân Hoa Kỳ và hỏi rằng liệu họ có thể thu nhận một chiếc tàu ngầm đã được nghỉ hưu hay không. Hải quân Hoa Kỳ đồng ý sẽ tặng lại chiếc tàu ngầm USS Piranha, lúc đó đang neo đậu ở Xưởng Hải quân New Orleans để chờ được tháo dỡ, với điều kiện rằng Oklahoma phải hoàn thành đủ các thủ tục cần thiết. Với mong muốn có một chiếc tàu ngầm bảo tàng đặt tại bang của mình, Thượng nghị sĩ Tiểu bang James Inhofe đã đồng ý đề xuất một dự luật mới để có thể đưa Piranha về Oklahoma.
Tuy nhiên, báo cáo cho rằng đưa một con tàu ngầm tới một nơi như Tulsa là bất khả thi do Kênh đào Sông Arkansas không đủ sâu tại khu vực Muskogee để tàu ngầm có thể đi qua. Ủy ban chịu trách nhiệm làm hợp đồng nhận con tàu ngầm này sau đó đã họp với bên Hải quân để lên kế hoạch sơ bộ cho việc chuyển giao Piranha. Bên Hải quân sẽ không giữ chiếc Piranha một khi ủy ban phải gửi đơn yêu cầu sở hữu chính thức cho họ, và quyền sở hữu sẽ có hiệu lực ngay sau khi hợp đồng được hoàn tất. Ngoài ra, Hệ thống Đường thủy Sông Arkansas đang được ngừng hoạt động tới ít nhất một năm, nên sẽ phát sinh phí cập cảng tạm thời rất lớn. Do đó, Ủy ban đã quyết định chờ đợi và tìm kiếm một chiếc tàu ngầm khác thay thế.
Tháng 9 năm 1970, nhóm ủy ban đã đi kiểm tra tàu ngầm Batfish, hiện đang neo đậu ở Cơ sở Bảo trì Tàu Ngừng hoạt động Hải quân tại Texas cùng với Piranha. Hai con tàu đang ở trong tình trạng khác nhau rõ rệt, chiếc Piranha gần như đã bị cắt xén để lấy các bộ phận thay thế, trong khi Batfish vẫn được bảo quản tốt hơn. Ngoài ra, thành tích thời chiến của Batfish đã gây ấn tượng mạnh đối với đoàn kiểm tra, nên vào năm 1971, họ đã nộp đơn xin nhận lại chiếc Batfish. Hải quân chấp nhận và hợp đồng trao tặng tàu được ký kết vào ngày 24 tháng 6 năm 1971. Hợp đồng sau đó được Bộ trưởng Bộ Hải quân John H. Chafee chấp thuận và Batfish chính thức được chuyển giao cho Oklahoma vào ngày 8 tháng 11 năm 1971.

### Đưa về Oklahoma

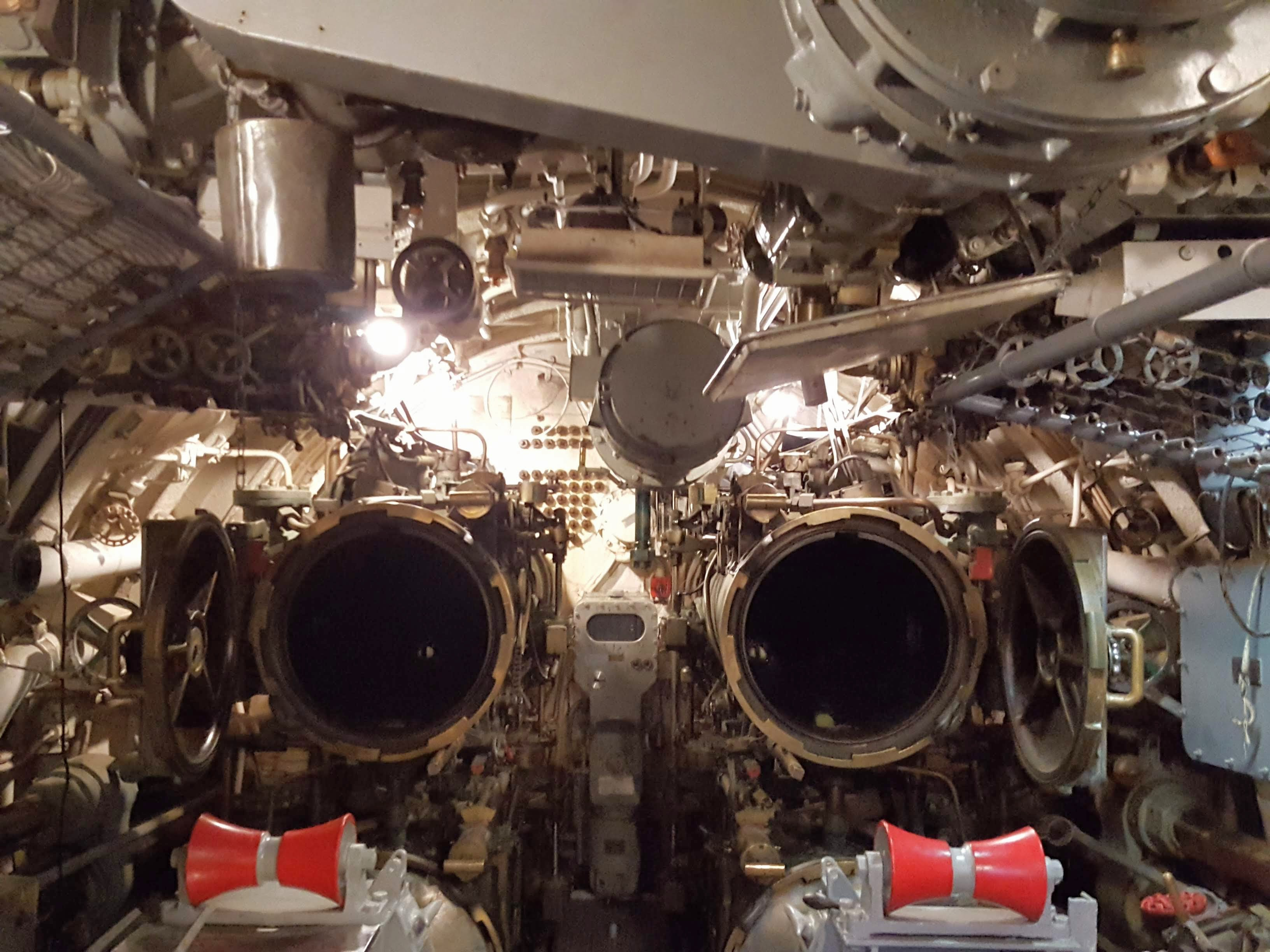
Phòng ngư lôi của Batfish.

Ngày 9 tháng 12 năm 1971, quyền sở hữu tàu được chuyển giao cho Ban Cố vấn Hàng hải Oklahoma. Việc kéo tàu được chia làm hai giai đoạn. Ở giai đoạn đầu tiên, họ sẽ kéo tàu trực tiếp từ Orange tới Nhà máy Đóng tàu Avondale ở New Orleans. Tại đây. nhà máy sẽ lắp đặt một hệ thống dầm nâng bằng thép, được kẹp giữa hai cặp chiếc xà lan, giúp nâng con tàu lên đủ cao trước khi bắt đầu giai đoạn hai, kéo con tàu qua một quãng đường dài 1.350 dặm đến khu vực tập kết. Tuy nhiên, trước khi việc kéo tàu được tiến hành, Batfish đã được đưa đến Xưởng Đóng tàu Bethlehem Beaumont ở Beaumont, Texas sau khi có một cuộc biểu tình nổ ra ở xưởng Orange. Ở Bethlehem Steel, sau khi kiểm tra tổng thể thân và các khoang tàu, toàn bộ các van khí đều được mở hoạt động; nhiên liệu, dầu và phần lớn dằn của tàu đã bị tháo bỏ; và toàn bộ thùng chứa nhiên liệu được dọn sạch. Sau khi các lỗ hở trên thân tàu được bịt kín, ngày 1 tháng 3 năm 1971, Batfish đã sẵn sàng để được kéo về Avondale.
Khi Batfish cập bến Avondale, công nhân nhà máy phát hiện ra rằng bốn xà lan không đủ để giảm mớn nước của chiếc tàu ngầm này. Nên họ đã lên kế hoạch sử dụng sáu chiếc xà lan cỡ lớn (36,6 x 9,8 m), được gắn dằn ở bên ngoài và liên kết với nhau bằng dây cáp thép. Sau khi tập hợp những chiếc xà lan lại với nhau, Batfish bắt đầu di chuyển từ từ trên sông ở vận tốc bốn hải lý/giờ, với sự trợ giúp của hai tàu kéo. Ngày 3 tháng 5, con tàu đi qua Đập/Âu tàu số 6 ở Winconsin, nhưng gặp phải vấn đề khi đảo thượng tầng của Batfish bị vướng vào một cây cầu khi đang trên đường đi vào Little Rock, Arkansas. Sau khi được Công binh Lục quân Hoa Kỳ hạ mực nước sông xuống 0,91 mét, Batfish tiếp tục chuyến hải trình về Fort Smith với sự giúp đỡ của một tàu kéo. Batfish cập Cảng Muskogee vào ngày 7 tháng 5 năm 1972, và được lưu lại tại đó tới khi nhóm xây dựng đào xong một con rãnh rộng 37 mét, dài 40 kilômét tới nơi neo đậu cố định của tàu. Ngày 4 tháng 7 năm 1972, Batfish được mở cửa tạm thời để đón du khách tới thăm.
Vào ngày 4 tháng 4 năm 1973, đường hào dẫn đến rãnh được hoàn thành và Batfish tiếp tục di chuyển với sự trợ giúp của bốn xe ủi đất và một tàu kéo của Cảng Muskogee. Trong tuần tiếp theo, Batfish được đưa vào nơi an nghỉ của tàu, nơi bây giờ là Công viên Tưởng niệm Chiến tranh Muskogee: Quê hương của USS Batfish (Muskogee War Memorial Park: Home of the USS Batfish). Vào ngày 1 tháng 5, chỗ này được xây dựng lại để con tàu có thể nhìn ra Sông Arkansas. Bảo tàng Batfish chính thức được khai trương vào cuối tháng 8 năm 1973, và thu hút hơn một nghìn du khách mỗi tuần.

### Hư hại, sửa chữa và kế hoạch trong tương lai

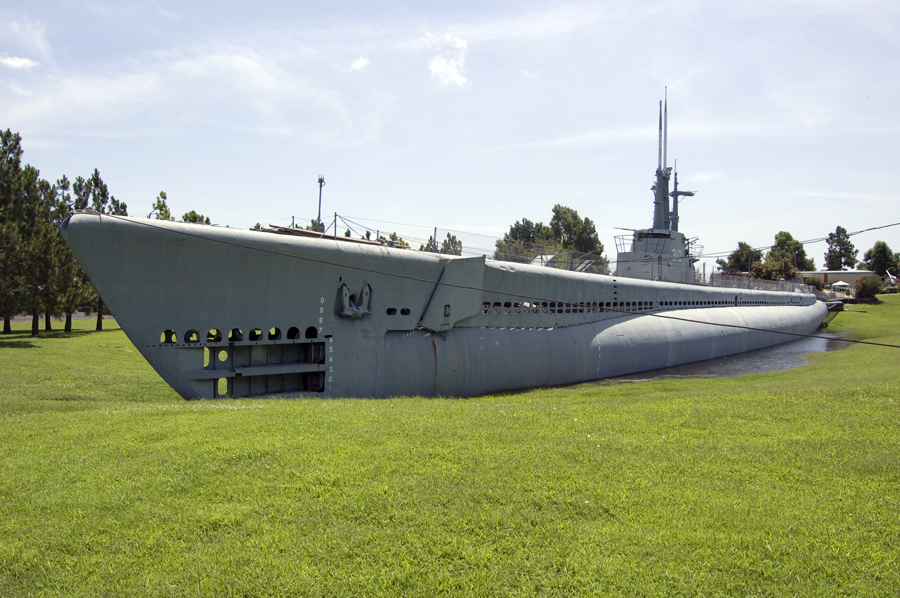
Batfish vào năm 2008.

Trận lụt Sông Arkansas vào giữa tháng 5 năm 2019 ước tính đã gây thiệt hại khoảng 150.000 USD cho chiếc Batfish. Trong thời gian diễn ra trận lụt, nước sông Arkansas đã dâng cao và khiến ụ đất xung quanh Batfish ngập nước, làm con tàu nổi lên lần đầu tiên sau hơn nhiều thập kỉ yên nghỉ trên mặt đất. Dù thân của Batfish vẫn kín nước, nhưng con tàu vẫn bị nghiêng đáng kể trong trận lụt, tới khi được cơ quan cứu hỏa địa phương bơm nước vào dằn tàu để làm cân bằng trở lại. Trong khi công viên tiếp tục mở cửa trở lại, chiếc tàu ngầm đã được đóng cửa để sửa chữa hư hỏng.
Ngày 19 tháng 11 năm 2019, Wargaming - nhà phát hành trò chơi World of Warships, thông báo họ đang gây quỹ để ủng hộ cho Bảo tàng Batfish. Vào ngày đầu tiên của chiến dịch gây quỹ, người chơi có thể ủng hộ quỹ bằng cách tham gia chiến dịch "Save USS Batfish" và mua một gói vật phẩm trị giá 10 USD trong cửa hàng trò chơi. 100% số tiền thu được trong chiến dịch này sẽ được quyên góp thẳng tới quỹ "Save the Batfish".
Vào tháng 11 năm 2021, đại diện bảo tàng công bố kế hoạch di dời Batfish tới Cảng Three Forks ở Fort Gibson, Oklahoma, và ước tính sẽ kéo dài trong khoảng ba đến năm năm.

## Khen thưởng
Batfish đã thực hiện tổng cộng bảy chuyến tuần tra ở Mặt trận Thái Bình Dương trong Chiến tranh Thế giới thứ hai, và được tặng thưởng chín Ngôi sao Chiến trận. Batfish và toàn bộ thủy thủ đoàn của tàu cũng được trao thưởng danh hiệu Đơn vị Tuyên dương Tổng thống "vì sự dũng cảm trong trận đánh chống lại tàu ngầm Nhật Bản trong chuyến tuần tra thứ sáu". Trong chiến tranh, con tàu được ghi nhận bắn chìm 15 tàu chiến đối phương, với tổng tải trọng là 37.484 tấn. Tuy nhiên, việc đối chiếu báo cáo sau chiến tranh của Ủy ban Đánh giá Lục quân-Hải quân (JANAC) đã giảm thành tích của Batfish xuống còn sáu tàu, với tổng tải trọng 10.230 tấn.
| Chuyến tuần tra | Thời gian                 | Mục tiêu ghi nhận bắn chìm (Tên tàu/Tải trọng) | Đối chiếu sau chiến tranh (Tên tàu/Tải trọng) |
| --------------- | ------------------------- | ---------------------------------------------- | --------------------------------------------- |
| 1               | Ngày 20 tháng 1 năm 1944  | Ginyo Maru (8.613)                             | Hidaka Maru (5.486)                           |
| 1               | Ngày 20 tháng 1 năm 1944  | Tatukami Maru (7.065)                          | Không có                                      |
| 2               |                           |                                                |                                               |
| 3               | Ngày 10 tháng 6 năm 1944  | Không rõ tên (3.500)                           | Không có                                      |
| 3               | Ngày 18 tháng 6 năm 1944  | Mayati Maru (2.232)                            | Không có                                      |
| 3               | Ngày 22 tháng 6 năm 1944  | Anastasia Maru (3.110)                         | Nagaragawa Maru (990)                         |
| 3               | Ngày 1 tháng 7 năm 1944   | Isuzugawa Maru #5 (226)                        | Không có                                      |
| 3               | Ngày 1 tháng 7 năm 1944   | Kamoi/Kamo Maru (138)                          | Không có                                      |
| 4               | Ngày 23 tháng 8 năm 1944  | Khu trục hạm lớp Minekaze (1.200)              | W22 (492)                                     |
| 4               | Ngày 26 tháng 8 năm 1944  | Khu trục hạm lớp Fubuki (1.700)                | Samidare (1.580)                              |
| 5               | Ngày 20 tháng 10 năm 1944 | Xuồng tuần tra không rõ tên (300)              | Không có                                      |
| 5               | Ngày 12 tháng 11 năm 1944 | Tàu vận tải không rõ tên (4.000)               | Không có                                      |
| 5               | Ngày 15 tháng 11 năm 1944 | Tàu vận tải không rõ tên (4.000)               | Không có                                      |
| 5               | Ngày 15 tháng 11 năm 1944 | Khu trục hộ tống hạm không rõ tên (1.000)      | Không có                                      |
| 6               | Ngày 4 tháng 2 năm 1945   | Tàu chở dầu không rõ tên (???)                 |                                               |
| 6               | Ngày 10 tháng 2 năm 1945  | Tàu ngầm lớp I                                 | I-41 (2.212)                                  |
| 6               | Ngày 11 tháng 2 năm 1945  | Tàu ngầm lớp I                                 | RO-112 (525)                                  |
| 6               | Ngày 13 tháng 2 năm 1945  | Tàu ngầm lớp I                                 | RO-113 (525)                                  |
| 7               |                           |                                                |                                               |
|                 |                           | Tổng: 15 tàu (37.484 tấn)                      | Tổng: 6 tàu (10.230 tấn)                      |

### Sách tham khảo
- Bauer, K. Jack; Roberts, Stephen S. (1991). Register of Ships of the U.S. Navy, 1775–1990: Major Combatants. Westport, Connecticut: Greenwood Press. ISBN 0-313-26202-0.
- Blair, Clay,Jr. (1975). Silent Victory: The U.S. Submarine War against Japan. Naval Institute Press. ISBN 9781557502179.
- Friedman, Norman (1995). U.S. Submarines through 1945: An Illustrated Design History. Annapolis. ISBN 978-1-55750-263-6.